# Tilted House
Album Christian Maes Sandi Miller
- Keltia Musique

## Titres
- Tilted House / The Sleeping Bag / Tea Bag Blues
- Believe Me Sligo
- Tielan Highland / jig Away The Donkey
- Anach Cuan (slow air)
- Reavey's / Dawn reel / Moving The Grand
- Little Pot Stove
- Boxty hornpipe / O'dowd's
- The Berlin Wall
- Nicolas' Two Steps

## Musiciens
- Christian Maes, accordéon RE RE#
- Sandi Miller, violon, guitare, chant
- Didier Gris, violon, synthé
- Christophe Raillard, claviers, programmation
- Eric Raillard, guitares électriques
- David Hopi Hopkins, Bodhran
- David Rougeot, programmation batterie
- Dominique Gouhenant, Banjo Ténor